# Zakon o elektronskim arhivama
Centralni registar je skup sastavljen od zbirki podataka i kataloga zbirki podataka, koju uspostavlja i vodi Poverenik. Centralni registar je javan i obavezno se objavljuje putem Interneta.
Elektronska arhiva je aplikaciono programsko rešenje koje služi za arhiviranje materijala. To je savremeno tehnološko rešenje arhiviranja svih vrsta materijala: dokumenata, projekata, predmeta i planova.

## Elektronska arhiva
Centralni registar se vodi kao jedinstvena, centralizovana i javna elektronska baza podataka. Čuvanje dokumentacije u elektronskoj arhivi sprovodi se na način kojim se obezbeđuje očuvanje izvornosti sadržaja i autentičnosti dokumenata i njegovog stvaraoca. Arhivirana dokumentacija čuva se do isteka roka čuvanja, utvrđenog pozitivnim propisima ili listom kategorija registraturskog materijala sa rokovima čuvanja, odnosno u skladu sa poslovnim potrebama i zahtevima. Upravljanje bazom podataka vrši administrator, koji takođe i dodeljuje ili uskraćuje prava pristupa korisnicima, a arhivari vrše unos materijala u bazu podataka, i vrše zaduženje/razduženje arhive.

### Prednosti elektronskog arhiviranja
Glavne prednosti uvođenja elektronskog arhiviranja podataka su:
- brz pristup informacijama,
- niži troškovi poslovanja,
- pun nadzor nad dokumentima,
- zaštita od uništenja i zloupotrebe
- smanjenje arhivskog prostora.

### Vrste elektronskog arhiviranja
Arhiviranje može da ima kratkoročni, srednjiročni i dugoročni karakter.
- Kratkoročno arhiviranje : podrazumeva vreme koje neposredno sledi nakon nastanka elektronskog zapisa i njegovog digitalnog potpisa. Da bi se potvrdila valjanost arhiviranog dokumenta, odmah po njegovom zahvatanju proverava se valjanost digitalnog potpisa i, ukoliko se ona potvrdi, overava se vremenskim žigom.
- Srednjoročno arhiviranje : podrazumeva vremenski period u kome podaci za proveru valjanosti sadrže nedostatke.
- Dugoročno arhiviranje :podrazumeva upravljanje dokumentacijom čiji je rok čuvanja duži od pet godina.

## Pojektovanje elektronske arhive
Elektronska arhiva je deo jedinstvenog informacionog sistema. Prilikom njenog projektovanja neophodno je ispuniti sledeće zahteve:
- jedinice dokumentacije arhiviraju se u mašinski čitljivom i razumljivom kodu,
- primenjena tehnologija trebalo bi da omogući izmenu ili brisanje (zaključivanje dokumenata, (engl. Check-out) ) i da garantuje verodostojnost i autentičnost arhiviranog zapisa,
- pristup arhiviranoj dokumentaciji omogućava se samo ovlašćenimm licima,
- u sistemu se obezbeđuje automatsko evidentiranje svih radnji u vezi sa arhiviranim jedinicama dokumentacije,
- obezbeđuje se čuvanje elektronskog potpisa u roku koji je određen za čuvanje arhivirane dokumentacije,
- obezbeđuje se konvertovanje dokumentacije u druge formate, uz obavezu kontrole i dokumentovanja tog postupka,
- obezbeđuje se automatsko zaštitno kopiranje i obnova podataka.

## Način evidentiranja
Rukovalac je najpre dužan da obrazuje i vodi evidenciju podataka po obrascu koji propisuje Vlada Republike Srbije po članu 48 Zakona o zaštiti podataka o ličnosti. Pre uspostavljanja zbirke podataka rukovalac je dužan da podatke dostavi povereniku, kao i da ga obavesti o nameri uspostavljanja zbirke.
Zatim je Poverenik dužan da proveri radnje obrade da ne bi došlo do povrede ličnih prava.

## Model elektronske arhive
U projektovanoj elektronskoj arhivi nužno se obezbeđuju izvršavanje funkcija zahvatanja dokumentacije, arhiviranja i upravljanja opisnim podacima i pristupa arhiviranoj dokumentaciji.
- Funkcije zahvatanja : U okviru funkcija zahvatanja dokumentacija se priprema i potom preoblikuje u oblik u kojem će se čuvati. Zahvćena dokumentacija se indeksira kako bi se olakšalo njeno kasnije pretraživanje i oprema atributima kojima se garantuje njen integritet.
- Funkcija arhiviranja i upravljanja opisnim i sigurnosnim podacima : je ključna funkcija elektronske arhive koja obezbeđuje upravljanje arhiviranim dokumentima, opisnim i sigurnosnim atributima.
- Funkcija dostupnosti : omogućava korisnicima da pretražuju sadržaj, izdvajaju, naručuju i potom preuzimaju arhivirane zapise. Zabrana pristupa dokumentaciji obezbeđuje se sve dok se ne prihvati autentifikacija korisnika, nakon čega sistem obavlja dekapsulaciju zapisa i korisniku ga stavlja na uvid.

## Sigurno arhiviranje
Sigurno arhiviranje uključuje obavezu obezbeđivanja verodostojnosti elektronskog dokumenta, tj. njegove sposobnosti da služi kao dokaz u poslovanju ili u postupcima pred nadležnim državnim i sudskim organima. Očuvanje sigurnosti je ključna funkcija sistema za upravljanje elektronskim dokumentima, a obezbeđuje se za sve vreme životnog ciklusa dokumenta - od momenta njegovog zahvatanja u sistem, pa do arhiviranja. Suština joj je u onemogućavanju manipulacije dokumentom.
Verodostojnost stvaraoca dokumenta obezbeđuje se upotrebom digitalnog potpisa. Međutim, pitanje obezbeđivanja trajne verodostojnosti dokumenta problematizuje se zbog činjenice da su digitalni potpisi i sertifikati vremenski ograničeni. Da bi se ovaj problem prevazišao, pre isteka valjanosti izdatog sertifikata vrši se osvežavanje potpisa. Za ostvarivanje arhivskog digitalnog potpisa koristi se vremenski žig. To je elektronski potpisana potvrda, izdata od strane davaoca sertifikata, koja sadrži podatke o datumu i vremenu važenja nakog sadržaja. Pored očuvanja integriteta dokumenta, vremenski žig obezbeđuje i evidentiranje vremena njegovog arhiviranja.

### Pravo na uvid u evidenciju
Poverenik će uskratiti pravo na uvid u evidenciju o zbirci podataka ako to zahteva rukovalac, pod uslovom da je to neophodno za ostvarivanje pretežnog interesa očuvanja nacionalne ili javne bezbednosti, odbrane zemlje, rada organa vlasti, finansijskog interesa države ili ako je zakonom, drugim propisom ili aktom zasnovanim na zakonu određeno da se evidencija o zbirci podataka čuva kao tajna.

## Literatura
1. Zoran S. Mačković, „Kancelarijsko i arhivsko poslovanje“, Banja Luka 2005.
2. Službeni glasnik RS, Zakon o zaštiti podataka o ličnosti, Beograd 2008.

## Spoljašnje veze
- Vlada Republike Srbije
- Narodna Skupština Republike Srbije
- Vremenski žig